# Ramellogammarus vancouverensis
Ramellogammarus vancouverensis är en kräftdjursart som beskrevs av Edward Lloyd Bousfield 1979. Ramellogammarus vancouverensis ingår i släktet Ramellogammarus och familjen Anisogammaridae. Inga underarter finns listade i Catalogue of Life.